# Tunnel carpale

Il tunnel carpale o canale carpale è un canale osteo-fibroso situato nella regione palmare del polso. 

## Anatomia
Il canale carpale è una cavità localizzata a livello del polso. In posizione anatomica abbiamo posteriormente le ossa carpali e anteriormente il legamento trasverso del carpo.
Nel tunnel così formato passano, oltre al nervo mediano, le vene e i tendini dei muscoli flessori delle dita.

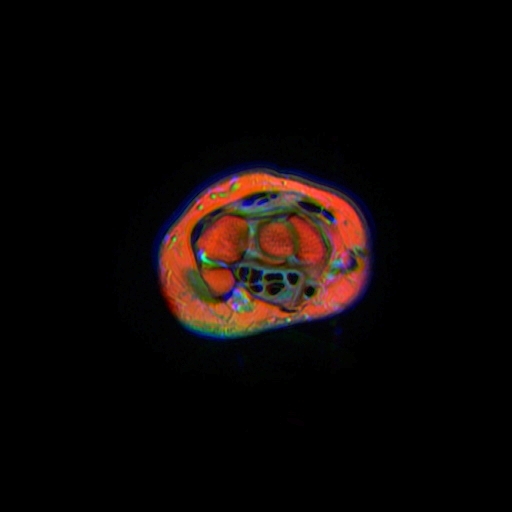

Offre alla descrizione una parete posteriore, costituita dalla doccia carpale, e una anteriore, costituita dal legamento trasverso del carpo. Il tunnel carpale è attraversato sia da tendini muscolari, avvolti dalle proprie guaine sinoviali, sia da vasi sanguigni e da nervi.
Attraversano il tunnel:
- I tendini del muscolo flessore superficiale delle dita
- I tendini del muscolo flessore profondo delle dita
- Il tendine del muscolo flessore lungo del pollice
- Il tendine del muscolo flessore radiale del carpo
- Il nervo mediano [2]